# Bredsektorspindel
Bredsektorspindel (Zygiella x-notata) är en spindelart som först beskrevs av Carl Alexander Clerck 1757.  Bredsektorspindel ingår i släktet Zygiella och familjen hjulspindlar. Arten är reproducerande i Sverige.

## Underarter
Arten delas in i följande underarter:
- Z. x. chelata
- Z. x. percechelata